# Live at Hammersmith '84
"Live at Hammersmith '84" es el segundo álbum grabado en vivo en septiembre de 1984 durante tres sesiones por Jethro Tull en el Hammersmith Odeon, en Londres, durante la gira de Under Wraps, y publicado en diciembre de 1990.

## Lista de temas
| #  | Título                                        | Autor          | Interpretaciones | Tiempo |
| -- | --------------------------------------------- | -------------- | ---------------- | ------ |
| 1. | "Locomotive Breath"                           | (Ian Anderson) |                  | 2:36   |
| 2. | "Hunting Girl"                                | (Ian Anderson) |                  | 4:56   |
| 3. | "Under Wraps"                                 | (Ian Anderson) |                  | 4:30   |
| 4. | "Later, that Same Evening"                    | (Ian Anderson) |                  | 4:03   |
| 5. | "Pussy Willow"                                | (Ian Anderson) |                  | 4:44   |
| 6. | "Living in the Past"                          | (Ian Anderson) |                  | 4:29   |
| 7. | "Locomotive Breath"                           | (Ian Anderson) |                  | 7:43   |
| 8. | "Too Old to Rock 'n' Roll: Too Young to Die!" | (Ian Anderson) |                  | 9:08   |

## Intérpretes
- Ian Anderson: flauta, guitarra acústica y voces.
- Martin Barre: guitarra eléctrica.
- Doane Perry: batería.
- Peter-John Vettese: teclado.
- Dave Pegg: bajo.